# Triphosa venimaculata
Triphosa venimaculata là một loài bướm đêm trong họ Geometridae.